# أنجلينا ميلنيكوفا
أنجلينا ميلنيكوفا هي لاعبة جمباز فني روسية ولدت في 18 يوليو 2000.

## روابط خارجية
- أنجلينا ميلنيكوفا على موقع الاتحاد الدولي للجمباز (licence) (الإنجليزية)
- أنجلينا ميلنيكوفا على موقع الاتحاد الدولي للجمباز (biography) (الإنجليزية)
- أنجلينا ميلنيكوفا على موقع اللجنة الأولمبية الدولية (الإنجليزية)
- أنجلينا ميلنيكوفا على موقع أوليمبيديا (الإنجليزية)